# Laimydorus doryuris
Laimydorus doryuris (syn. Dorylaimus doryuris) is een rondwormensoort. De wetenschappelijke naam van de soort is voor het eerst geldig gepubliceerd in 1912 door Ditlevsen.